# 스푸리우스 타르페이우스
스푸리우스 파르페이우스(Spurius Tarpeius)는 신화적, 역사적 인물이다. 그는 로마의 로물루스 왕 휘하의 로마 요새의 사령관이었다. 그의 딸 타르페아는 납치된 사비니 여성들의 아버지들에게 도시를 배신하고, 사비니 전사들이 왼팔에 가지고 있는 모든 것을 요구했다. 그러나 그들은 대신 왼팔에 든 방패로 그녀를 짓이겨 죽였다.

## 같이 보기
- 사비니 여인들의 강간

## 참고 서적
- 리비. “Ab urbe condita” 1:11. Translated from the Original with Notes and Illustrations by George Baker, A.M.. First American ed., from the Last London Edition, in Six Volumes. (New York: Peter A. Mesier et al., 1823). 2016년 5월 1일에 확인함.
- Sanders HA. The Myth about Tarpeia in Roman Historical Sources and Institutions  Volume 1 of Studies: Humanistic series, University of Michigan. Macmillan, 1903. pages 1-47.